# Берсанов, Ибрагим Алиханович
Ибраги́м Алиха́нович Берса́нов (род. 25 октября 1992 года) — казахстанский тяжелоатлет, бронзовый призёр чемпионата Азии.

## Карьера
Ибрагим Алиханович Берсанов начал тренироваться в Талдыкоргане в секции, возглавляемой его отцом — Алиханом Берсановым.
Чемпион Казахстана по тяжелой атлетике в абсолютной категории.
На чемпионате Азии 2013 года в Астане стал бронзовым призёром с результатом 185 + 217 = 402 кг.
Участник XXVII Всемирной Летней Универсиаде в Казани. С результатом 185 + 218 = 403 стал шестым.
Является студентом Жетысуского университета.